# Квінт Фабій Лабеон
Квінт Фа́бій Лабео́н (лат. Quintus Fabius Labeon; II століття до н. е.) — відомий політичний та військовий діяч Римської республіки, консул 183 року до н. е., визначний фахівець з римського права.

## Життєпис
Походив з патриціанського роду Фабіїв. Лабеон у 196 році до н. е. був міським квестором. За час цієї каденції він (разом з іншим квестором Луцієм Аврелієм) змусив сплатити колегії авгурів та понтифіків усі податки, які вони заборгували державі за час попередніх війн. У 189 році до н. е. Квінта Лабеона обрано претором. Цього ж року йому доручено керівництво флотом для боротьби з Антіохом III Великим. Водночас він брав участь у критському поході для видалення з острова сирійських гарнізонів у містах Гортін та Кносс. За успіхи у боротьбі із ворожим флотом (перемога біля Патара у Лікії) та звільнення міст Еноса та Маронеї Лабеон отримав морський тріумф.
У 185 році до н. е. Квінт Фабій намагався зайняти посаду консула, але програв Публію Клавдію Пульхру. У 184 році до н. е. Лабеона було призначено квіндецемвіром для розподілу землі поміж ветеранами та облаштуванню римських колоній Потенція та Пезаріум (сучасне Пезаро). У 183 році до н. е. став консулом разом із Марком Клавдієм Марцеллом. У 182 році до н. е. виконував обов'язки проконсула Лігурії. У 180 році до н. е. Лабеон став членом колегії понтифіків.

## Творчість
Квінт Фабій Лабеон відомий як помічник у творах відомого комедіографа Теренція. Лабеон сам був поетом, про що згадував Светоній. Славу також зажив підтримкою грецької просвіти у Римі.
Окрім цього Квінт Фабій був відомим правником свого часу. Надавав коментарі з основних положень тогочасного законодавства, судових казусів, законів Дванадцяти таблиць. Втім після Лабеона не збереглося жодних праць.